# 一隻鯨魚 (2011年電影)
《一隻鯨魚》是2011年由Suzanne Chisholm和Michael Parfit所發行的紀錄片，旁白講述為Ryan Reynolds。該片描述一隻落單出沒於加拿大努特卡海峡的年輕虎鯨的故事。

## 製片
《一隻鯨魚》是由Suzanne Chisholm、Eric Desatnik、Scarlett Johansson以及Ryan Reynolds將2007年由Chisholm's 和 Parfit's（亦為旁白）所拍攝的紀錄片 Saving Luna（拯救路納）（页面存档备份，存于）加以整理剪輯而成。該版本主要以第三人視角，減少製片人個人想法來描述虎鯨Luna（页面存档备份，存于）的一生。

## 獲獎與提名
- 2012年紐波特海灘影展（Newport Beach Film Festival），獲得「最佳環境影片成就獎」。[2]

## 延伸閱讀
- 黑鯨紀錄片

## 外部連結
- 官方网站
- 互联网电影数据库（IMDb）上《The Whale》的资料（英文）